# Liste der Baudenkmäler in Berglern

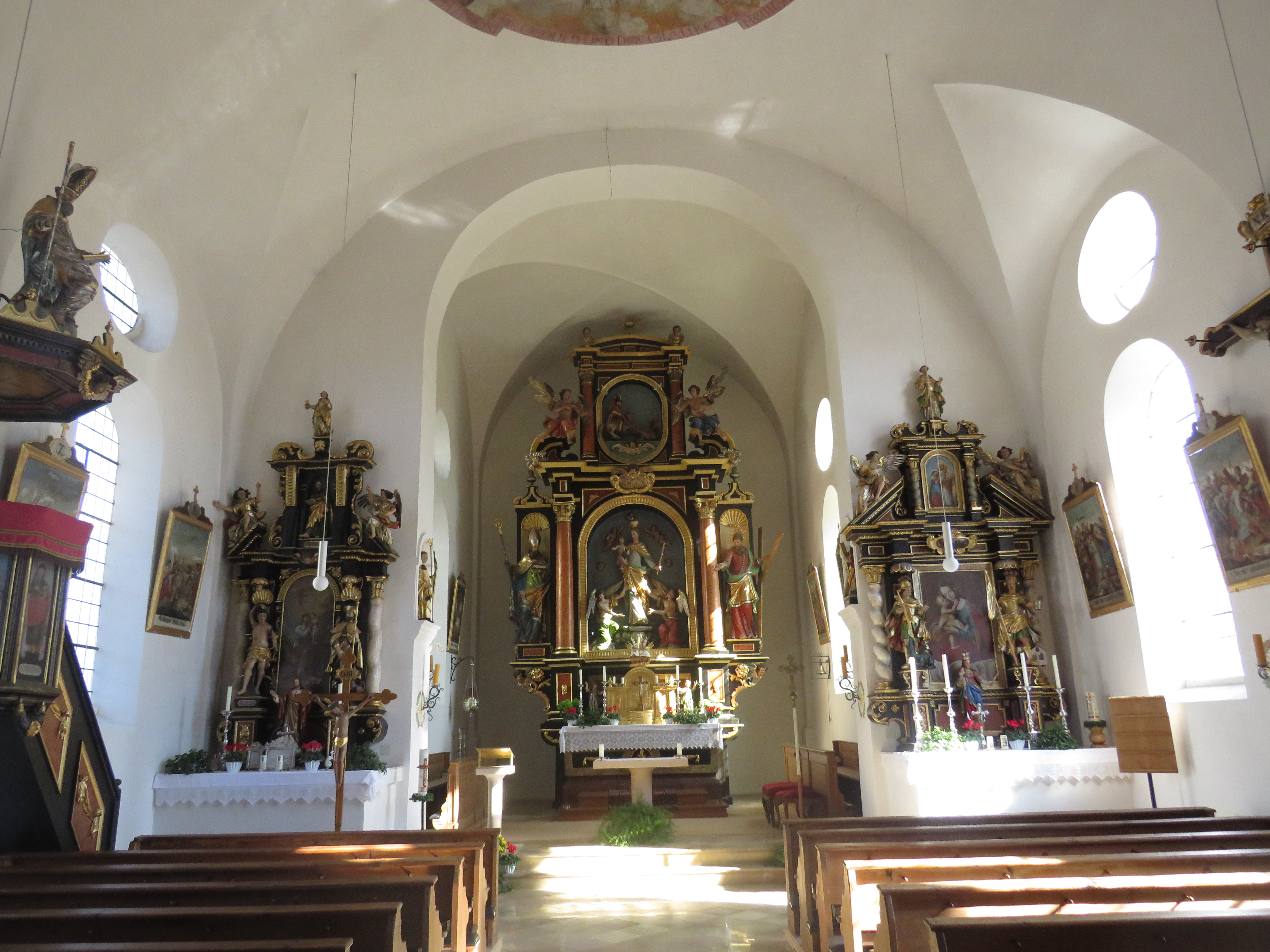
Innenraum von St. Andreas in Niederlern

Auf dieser Seite sind die Baudenkmäler in der oberbayerischen Gemeinde Berglern zusammengestellt. Diese Tabelle ist eine Teilliste der Liste der Baudenkmäler in Bayern. Grundlage ist die Bayerische Denkmalliste, die auf Basis des Bayerischen Denkmalschutzgesetzes vom 1. Oktober 1973 erstmals erstellt wurde und seither durch das Bayerische Landesamt für Denkmalpflege geführt wird. Die folgenden Angaben ersetzen nicht die rechtsverbindliche Auskunft der Denkmalschutzbehörde.

## Baudenkmäler nach Ortsteilen

### Berglern
| Lage                       | Objekt                                      | Beschreibung | Akten-Nr.             | Bild                     |
| -------------------------- | ------------------------------------------- | --- | --------------------- | ------------------------ |
| Erdinger Straße (Standort) | Kriegergedächtniskapelle                    | massiver Rundbau mit Portikus, erbaut um 1920 | D-1-77-112-4 Wikidata | Kriegergedächtniskapelle |
| Kirchplatz 2 (Standort)    | Katholische Pfarrkirche St. Peter und Paul, | Chor und Turm im Kern spätgotisch, sonst Neubau 1734/35 von Michael Pröbstl, Turm- und Chorerhöhung um 1778 von Johann Baptist Lethner; mit Ausstattung | D-1-77-112-2 Wikidata | weitere Bilder           |
| Kirchplatz 4 (Standort)    | Pfarrhaus                                   | zweigeschossiger Walmdachbau, wohl 2. Hälfte 18. Jahrhundert                                                                                            | D-1-77-112-3 Wikidata | Pfarrhaus                |
| Harterfeld (Standort)      | Kapelle                                     | Wegkapelle in Form einer Lourdesgrotte, 1927 | D-1-77-112-5 Wikidata | Kapelle                  |

### Mitterlern
| Lage                            | Objekt                                  | Beschreibung                                                                             | Akten-Nr.             | Bild                                    |
| ------------------------------- | --------------------------------------- | ---------------------------------------------------------------------------------------- | --------------------- | --------------------------------------- |
| Moosburger Straße (Standort)    | Ehemalige Hofkapelle Hl. Dreifaltigkeit | kleiner Saalbau mit Dachreiter, erbaut 1687; mit Ausstattung                             | D-1-77-112-6 Wikidata | Ehemalige Hofkapelle Hl. Dreifaltigkeit |
| Moosburger Straße 10 (Standort) | Gasthaus Kratzer                        | zweigeschossiger breiter Bau mit Halbwalmdach und Krangaube, gegen Mitte 19. Jahrhundert | D-1-77-112-7 Wikidata | Gasthaus Kratzer                        |

### Niederlern
| Lage                     | Objekt                               | Beschreibung | Akten-Nr.             | Bild           |
| ------------------------ | ------------------------------------ | --- | --------------------- | -------------- |
| Kreuzstraße 3 (Standort) | Katholische Filialkirche St. Andreas | barocker Saalbau über mittelalterlichem Vorgängerbau mit eingezogenem geradem Chorabschluss und Zwiebelturm, erbaut von Hans Kogler, 1678; mit Ausstattung | D-1-77-112-8 Wikidata | weitere Bilder |

## Ehemalige Baudenkmäler
In diesem Abschnitt sind Objekte aufgeführt, die früher einmal in der Denkmalliste eingetragen waren, jetzt aber nicht mehr. Objekte, die in anderem Zusammenhang also z. B. als Teil eines Baudenkmals weiter eingetragen sind, sollen hier nicht aufgeführt werden. Aktennummern in diesem Abschnitt sind ehemalige, jetzt nicht mehr gültige Aktennummern.

| Lage                                      | Objekt  | Beschreibung                           | Akten-Nr.             | Bild |
| ----------------------------------------- | ------- | -------------------------------------- | --------------------- | ---- |
| 1 km nordöstlich an der Gemeindegrenze () | Kapelle | Wegkapelle, 3. Viertel 19. Jahrhundert | D-1-77-112-9 Wikidata |      |

## Abgegangene Baudenkmäler
In diesem Abschnitt sind Objekte aufgeführt, die früher einmal in der Denkmalliste eingetragen waren, jetzt aber nicht mehr existieren, z. B. weil sie abgebrochen wurden. Aktennummern in diesem Abschnitt sind ehemalige, jetzt nicht mehr gültige Aktennummern.

| Lage                                   | Objekt    | Beschreibung | Akten-Nr.             | Bild      |
| -------------------------------------- | --------- | --- | --------------------- | --------- |
| Berglern Erdinger Straße 28 (Standort) | Bauernhof | Ehemaliger Wohnteil eines Wohnstallhauses, zweigeschossiger Satteldachbau mit Stichbogenfenstern, Fenstergittern und Aufzugsöffnung, 3. Viertel 19. Jahrhundert | D-1-77-112-1 Wikidata | Bauernhof |